# نهر إيوانغا (كاليدونيا الجديدة)
نهر إيوانغا هو نهر في كاليدونيا الجديدة. تبلغ مساحة مستجمعه المائي 522 كيلومترًا مربعًا. 